# Электрофоны
Электрофо́ны — класс музыкальных инструментов в системе Хорнбостеля — Закса, в которых для генерации, обработки и воспроизведения звука используются электрические (например, звукосниматель) или электронные (например, генератор звуковых частот) устройства.

## Краткая характеристика
Класс электрофонов ввёл в классификацию в 1940 году Курт Закс. В связи с чрезвычайно динамичным развитием электрофонов их внутренняя систематика является предметом дискуссий и до сих пор не стабилизировалась. Обычно электрофоны делят на электронные (источник звука — электронная схема) и электромеханические (механический источник звука, например, гитарная струна, снабжён преобразователем колебаний, с последующей обработкой сигнала). К первому подклассу относятся синтезаторы, семплеры, волны Мартено, АНС и другие, ко второму подклассу — электрогитара, Хаммонд-орган, электропиано, клавинет (клавикорд с адаптером) и многие другие.
В России в значении «электрофонов» широко употребляется термин «электромузыкальные инструменты» (сокращённо — «ЭМИ»).